# マリオ・カゼリニ
マリオ・カゼリニ（Mario Caserini、1874年11月17日 - 1920年11月17日）は、イタリアの映画監督。生没同日だった。

## 作品
- 復活